# Cosmeo
Cosmeo – internetowy portal edukacyjny dla uczniów powiązany z Discovery Education. Cosmeo łączy cechy internetowej encyklopedii i interaktywnego portalu. Według danych Discovery Communications, właściciela portalu, strona zawiera:
- ponad 150 tysięcy zweryfikowanych artykułów
- 20 tysięcy fotografii
- 10 tysięcy linków do zweryfikowanych stron WWW
- 30 tysięcy filmów wideo
- 40 tysięcy interaktywnych ćwiczeń
- Słownik
- Lista biografii

Portal udostępnia także niektóre usługi Discovery Education. Użytkownicy mogą go edytować, a każda edycja jest weryfikowana przez grono redaktorów. Koszt użytkowania portalu to 9,95 USD miesięcznie.